# Camatta (Pavullo nel Frignano)
Camatta (Cà Màta, in dialetto frignanese) è una frazione del comune di Pavullo nel Frignano, in provincia di Modena.

## Geografia fisica
La frazione si trova a 7,5 km dal capoluogo comunale, a 695 m di altitudine, affacciata sulla valle trasversale del rio San Michele e del monte Cimone.
Le borgate principali sono:  Gaianello (Gàianell in dialetto), Pratolino (Pradulin in dialetto) e  Camatta Belvedere, di recente formazione.
Nei boschi al confine con la frazione di Monzone si trova la sorgente della "Canalina".

## Storia
Camatta sorse probabilmente tra il XV e il XVI secolo, come rifugio per gli abitanti sopravvissuti alla distruzione dei paesi di San Michele e di Santa Maria Longana, avvenuta nel corso dei conflitti locali fra i comuni di Montecuccolo e di Sassorosso.

## Società

### Evoluzione demografica
La popolazione, stabile sulle 300 unità nella prima metà del XX secolo, subì in seguito un progressivo calo, e attualmente risiedono 48 abitanti.

## Luoghi di interesse
La chiesa parrocchiale di Camatta è dedicata a Santa Maria Assunta, e risale probabilmente alla prima formazione del centro abitato (XV o XVI secolo). Il campanile, alla sommità dell'abitato, venne costruito nel 1890. L'edificio è costituito da una navata unica con due cappelle laterali e vi si conserva una statua in legno raffigurante Santa Maria Longana e due dipinti del pittore noto come Pellegrino di Fanano raffiguranti la Madonna del Rosario e la Presentazione di Maria al Tempio, entrambi recentemente restaurati.
Gli edifici datati più antichi nell'abitato risalgono al Seicento, ma sono presenti nel territorio anche esempi di corte chiusa ("le Grotte", "Casa Galassi").
Nel borgo di Pratolino è presente un oratorio seicentesco dedicato alla Vergine, protettrice di tutti i bambini, dipendente dalla parrocchia della frazione di Renno. La sua costruzione risale a una statuetta della Madonna che avrebbe iniziato a lacrimare sangue mentre vi pregava un'anziana contadina.

## Cultura
A Camatta funzionò una scuola elementare tra il 1910 e il 1975.

## Economia
La maggior parte degli abitanti lavora a Pavullo o in altri comuni limitrofi. La frazione è sede di alcune aziende agricole (frumento, erba medica, viti e castagneti e marroneti).